# Асанов, Усен Асанович
Усен Асанович Асанов (кирг. Үсөн Асан уулу (Асанович) Асанов; род. 26 января 1934, Эмгекчиль, Киргизская АССР) — советский и киргизский физикохимик, доктор химических наук, профессор. Действительный член Академии наук Киргизской ССР (1987). Ректор Киргизского государственного университета (1987—1992). Депутат Верховного Совета Киргизской ССР (1989—?). Главный редактор Национальной энциклопедии «Кыргызстан».

## Биография
Родился 26 января 1934 года в колхозе Эмгекчиль, Тянь-Шаньский район, Нарынская область, Киргизская ССР, СССР. В 1950 году с отличием окончил среднюю школу имени Токтогула Сатылганова в городе Нарын.
В 1956 году окончил Московский химико-технологический институт имени Д. И. Менделеева с квалификацией «инженер-технолог» по специальности «технология электровакуумного производства». В 1956—1958 годах работал лаборантом и научным сотрудником. В 1958—1962 годах учился в аспирантуре Института физической химии АН СССР в Москве, в 1962 году стал кандидатом химических наук.
В 1963—1979 годах являлся заведующий лабораторией Института неорганической и физической химии АН Киргизской ССР в Бишкеке, в 1979—1987 годах — заместителем директора по научной работе там же. С 1966 года — доцент, с 1981 года — профессор. В 1977 году защитил докторскую диссертацию. В 1983 году избран членом-корреспондентом Академии наук Киргизской ССР (сейчас Национальная академия наук Кыргызской Республики), в 1987 году — действительным членом.
В 1987—1992 годах являлся ректором Киргизского государственного университета имени 50-летия СССР.
В 1989 году был избран депутатом Верховного Совета Киргизской ССР, избирался от Университетского избирательного округа № 5 Ленинского района города Фрунзе (сейчас — Бишкек).
В 1992—2005 годах являлся председателем Национальной аттестационной комиссии Кыргызской Республики.
С 2002 года являлся главным редактором Центра государственного языка и энциклопедии, под его руководством вышли все восемь томов Национальной энциклопедии «Кыргызстан» и несколько отраслевых энциклопедий.

## Научная деятельность
Занимается технологиями неорганических материалов, в том числе химией искрового разряда, основанной на протекании разнообразных химических и физико-химических процессов в условиях электроискрового разрушения токопроводящих материалов в среде жидких диэлектриков.
Автор 350 научных работ и 50 патентов, подготовил 5 докторов наук и 25 кандидатов наук.

## Награды
- Орден Трудового Красного Знамени (1976)[3]
- Заслуженный изобретатель Киргизской ССР (1979)[3]
- Почётная грамота Верховного Совета Киргизской ССР (1981)[3]
- Нагрудный знак «Изобретатель СССР» (1983)[3]
- Заслуженный деятель науки и техники Кыргызской Республики (1995)[3]
- Медаль «Данк» (1995)[3]
- Государственная премия Кыргызской Республики в области науки и техники (2000)[3]
- Золотая медаль Всемирной организации интеллектуальной собственности (ВОИС) в номинации «Лучший изобретатель» (2003)[5]
- Орден «Манас» III степени (2003)[3]
- Орден Петра Великого I степени (Россия, 2007)[3]
- Премия имени Баласагуни[3]
- Премия имени И. Арабаева[3]
- Международная премия «Руханият»[3]